# ГАЗ-14
ГАЗ-14 «Чайка» — радянський репрезентативний (представницький) легковий автомобіль великого класу, що випускався малою серією на Горьківському автомобільному заводі з 1977 по 1989 роки.
Всього було виготовлено приблизно 1120 автомобілів цієї моделі.

## Хронологія випуску

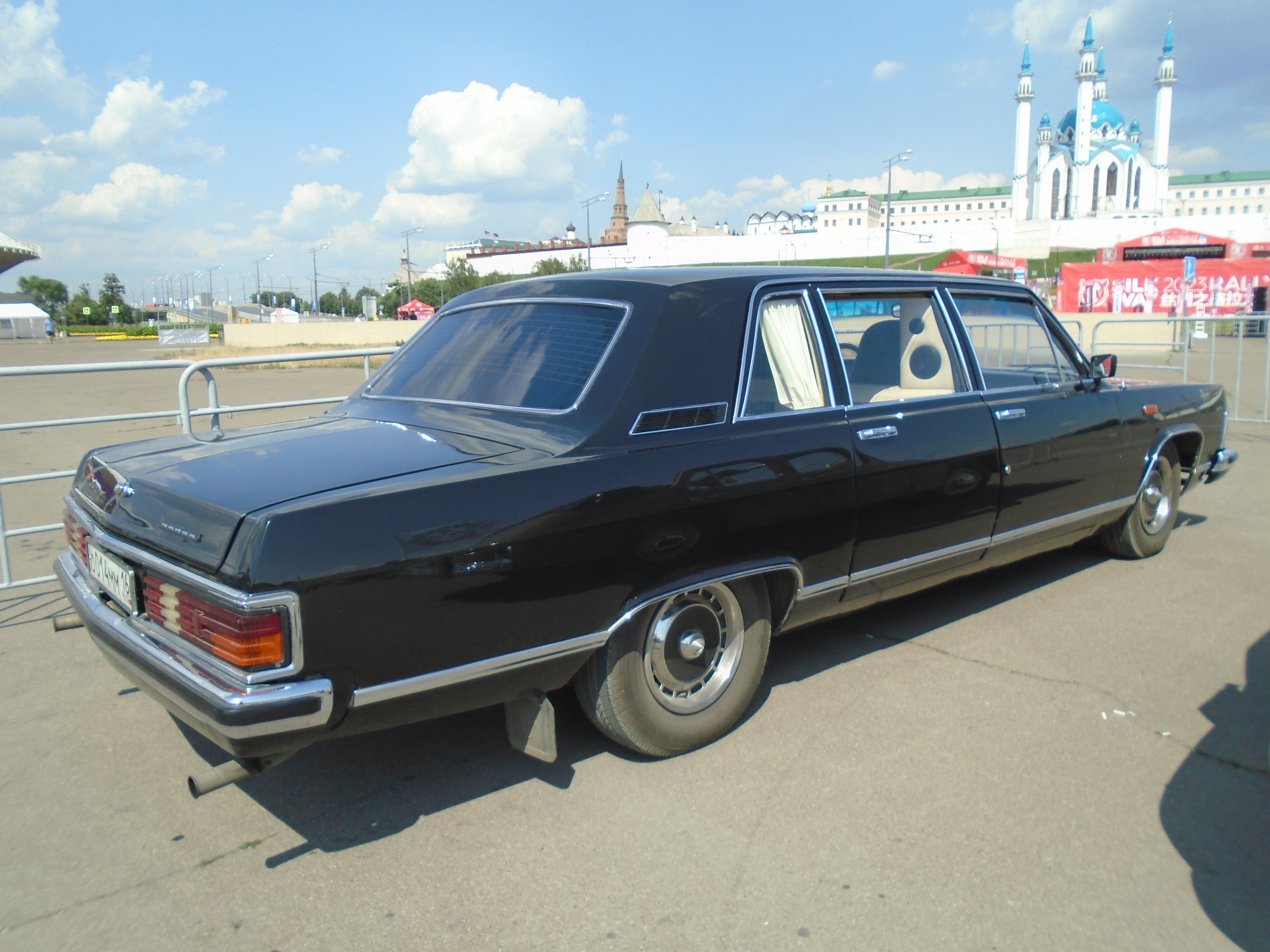
ГАЗ-14 «Чайка» (1977—1989)

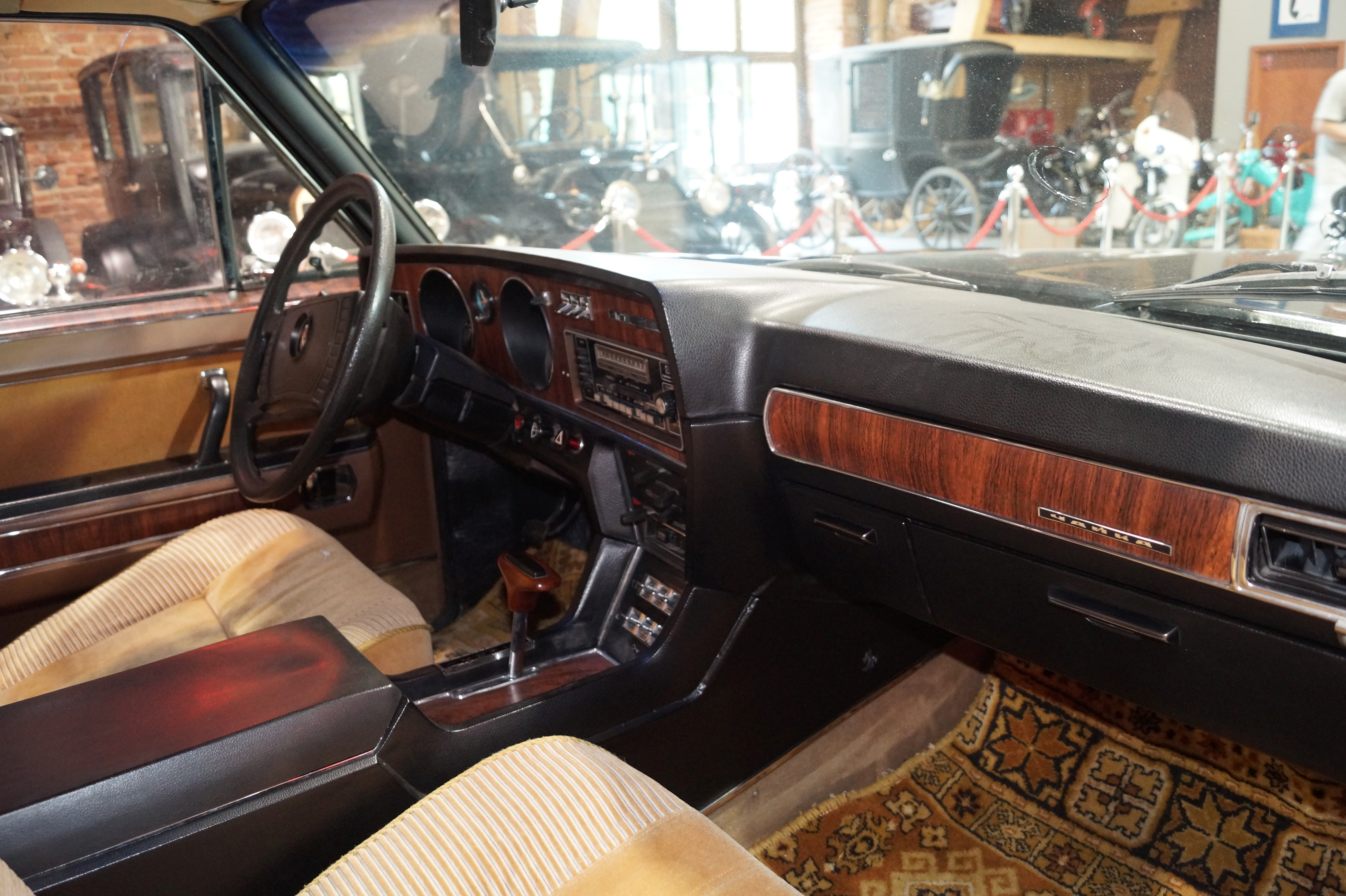
Сидіння водія

В 1977 році було розгорнуто серійний випуск автомобіля, але ні масовим, ні тим більше конвеєрним він не був.
Збирання «Чайок» здійснювалась силами розміщеного на території ГАЗа ВАМСа (Виробництво автомобілів малих серій), бригадним методом, вручну на стапелях. Так збиралось всього біля сотні машин за рік. Процес збирання був дуже складним і поділявся на декілька послідовних збирань і розбирань автомобіля.
Дані про кожного зі спеціалістів, які брали участь в збиранні, індивідуальних особливостях автомобіля й окремих агрегатів вносились в спеціальний супровідний документ. Кожен зібраний автомобиль проходив обов'язкові приймальні випробування протяжністю в сотні кілометрів.
Дрібносерійне виробництво «Чайки» продовжувалось протягом 11 років, до 1988 року.
З 1985 року автомобіль отримав індекс 1402 і декілька нововведень, частково — сидіння, на яких раніше не регулювався кут нахилу спинки, які тепер встановлювали від ГАЗ-3102 з більш широким діапазоном регулювання поясничного підпору спинки сидіння. Також була вдосконалена система охолодження двигуна.
В 1988 році, в рамках так званої «боротьби з привілеями», автомобіль був знятий з виробництва за особистим указом М. С. Горбачова, причому одночасно була знищена вся технологічна оснастка, робоча документація, збиральні лінії, кузовні штампи і так далі (навіть оснастка для виробництва масштабної моделі автомобіля, яку також випускали на ГАЗі).
В результаті цього волюнтаристського рішення був знищений разом зі всім виробничим комплексом унікальний автомобіль з високим технічним рівнем, недавно розроблений і який ще далеко не випрацював свій ресурс морального застаріння. У виробництві ж були залишені застаріла навіть за мірками середини 70-х років «Волга» ГАЗ-24 і її модернізований, але також вже не відповідний сучасним вимогам варіант — ГАЗ-3102.
Всього за період з 1976 по 1989 було зібрано 1 120 автомобілів ГАЗ-14 всіх модифікацій. Остання машина була зібрана 24 грудня 1988 року і залишила завод в січні 1989. Наступна недозібрана машина, яка вже знаходилась на стапелі, була знищена.
В середині 90-х керівництво ГАЗа виношувало плани по відновленню виробництва «Чайки». Однак вияснилось, що практично ніякої документації чи виробничої оснастки на заводі не збереглось, а розробка автомобіля такого класу «з нуля» була заводу не під силу й економічно недоцільною.
У 2008 році автомобілю був присвоєний статус об'єкта культурно-технічної спадщини СРСР.

## Технічні характеристики

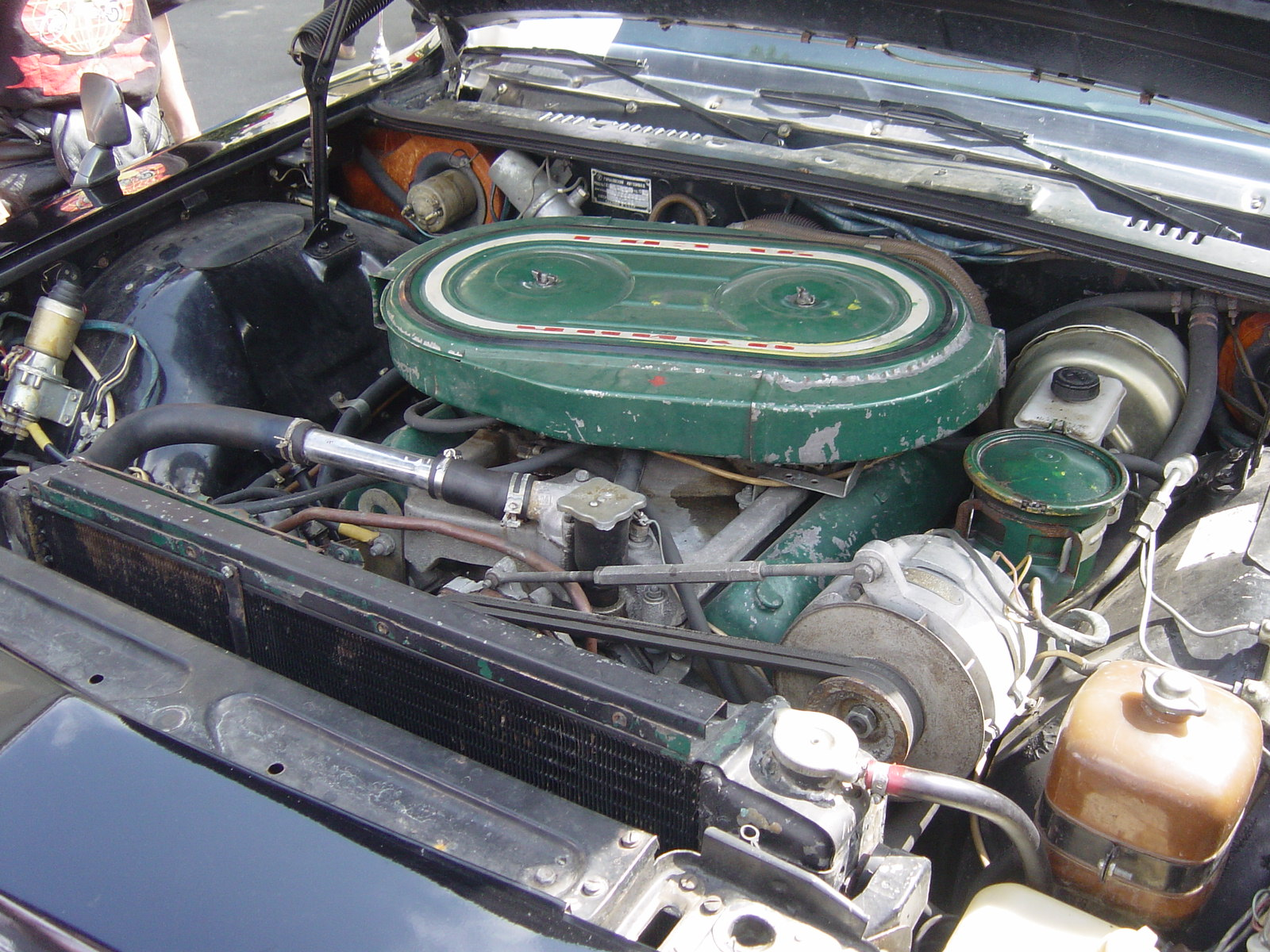
Двигун ЗМЗ-14

| Технічні характеристики       | Технічні характеристики                                           |
| ----------------------------- | ----------------------------------------------------------------- |
| Двигун                        | Бензиновий                                                        |
| Тип двигуна                   | карбюраторний, чотиритактний, восьмициліндровий, верхньоклапанний |
| Марка двигуна                 | ГАЗ-14 (ЗМЗ-14)                                                   |
| Циліндри / Клапани            | V8 / 16 OHV                                                       |
| Об'єм                         | 5526 см3                                                          |
| Хід поршня / Діаметр циліндра | 88 / 100 мм                                                       |
| Ступінь стиску                | 8,5                                                               |
| Система живлення              | два карбюратора, К-114Б і В                                       |
| Охолодження                   | рідинне                                                           |
| Потужність                    | 220 к.с. (161,4 кВт) при 4200 об/хв                               |
| Крутний момент                | 451,1 Нм при 2800 об/хв                                           |
| Трансмісія                    | 3-ст. АКПП                                                        |
| Розгін (0-100 км/год)         | 15 с                                                              |
| Макс. швидкість               | 175 км/год                                                        |
| Витрати пального (л/100 км):  |                                                                   |
| міський режим                 | 29                                                                |
| траса                         | 17,5—22                                                           |
| змішаний режим                | 24                                                                |

## Огляд модифікацій
- ГАЗ-14-05

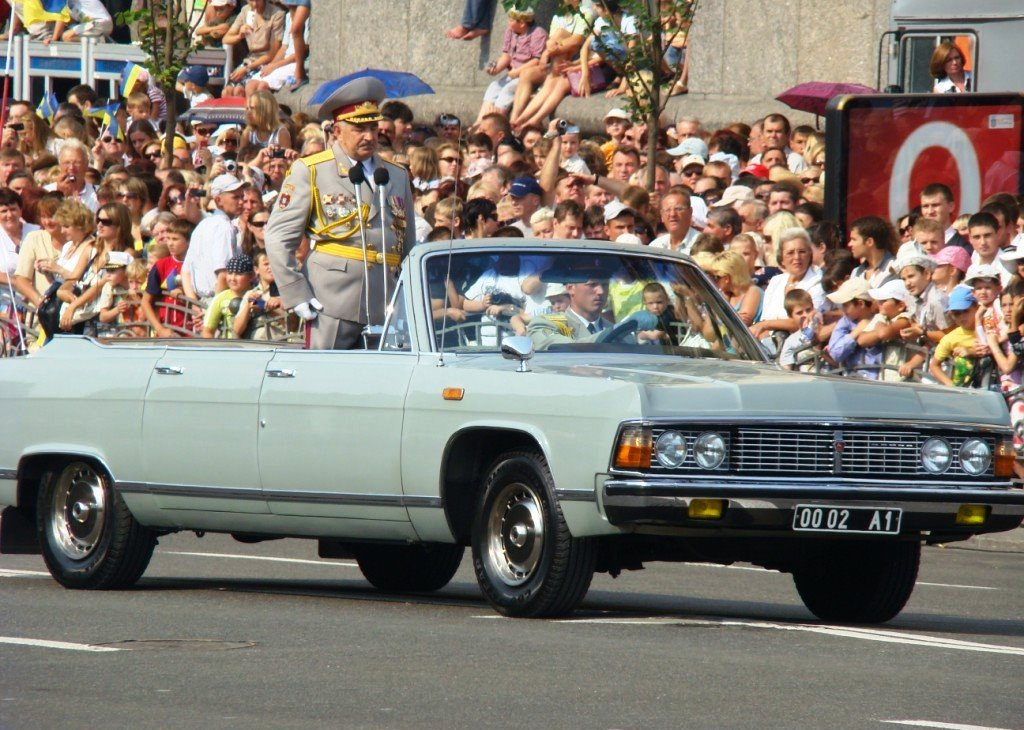
ГАЗ-14-05 «Чайка» (1982—1988)

Крім базового седана ГАЗ-14, заводом випускалася модифікація ГАЗ-14-05 — парадний фаетон. З 1982 по 1988 рік їх було випущено 15 екземплярів, причому найперший зберігається в музеї ВАТ «ГАЗ».
Фаетон мав локально посилену несучу систему кузова. Замість повноцінного кабріолетного механізму підйомних бічного скла і забирається електрогідравлічним приводом тенту, характерних для ГАЗ-13Б, у нього були скла лише на передніх дверях і простий тент, встановлюваний вручну над переднім сидінням. Він служив лише для профілактичних обкаток автомобіля під час зберігання. Як додаткове обладнання він мав мікрофонну стійку для системи гучного зв'язку і флагштоки. За наявною інформацією, один з фаетонів був подарований Фіделю Кастро.
- ГАЗ-РАФ-3920

Санітарні автомобілі на базі ГАЗ-14 стали виготовлятися на РАФ-і, вже після припинення випуску «Чайки» ГАЗ-13. Примітно, що нова машина одержала індекс вже за новим стандартом — РАФ-3920. Таких автомобілів було виготовлено всього п'ять екземплярів, при цьому один з них, пофарбований у білий колір, був відправлений на Кубу для Уряду Фіделя Кастро. Інші автомобілі були пофарбовані в чорний колір.
«Чайки»-седани з ГАЗу розбирали і різали, одночасно готуючи ескізи універсалу. У роботі брав участь відомий інженер Ейсерт — керівник групи, яка створила авангардний для свого часу РАФ-2203. Відповідав за замовлення начальник бюро спецавтомобілів Юріс Пенціс. Спочатку ліпили з пластиліну високий дах, але пізніше від такої серйозної переробки кузова відмовилися. Запасне колесо прибрали в нішу за задніми дверима зліва. Над ним в салоні поставили столик, поруч з носилками відвели два місця для персоналу, встановили шафки. Решту начинку автомобілі отримували вже в Москві. Зрозуміло, ніякої санітарної символіки — червоних хрестів, написів — на машинах не було.

## Експлуатація
В цілому автомобіль був невибагливим і ремонтопридатним, на його експлуатаційних характеристиках сприятливо відбивалась висока якість деталей і збирання. Основні нарікання водіїв викликало компонування робочого місця й нагрівання АКП, яке знижувало комфорт їзди.

## В ігровій і сувенірній індустрії
Масштабні моделі автомобілів ГАЗ-14 випускались безпосередньо самим Горьківським Автозаводом з 1985 по 1988 рік. Незважаючи на грубувате виконання і посередню якість фарби, модель є бажаним раритетом для більшості колекціонерів. Модель повторила долю «великого» автомобіля — всі прес-форми і дані були знищені.
Крім самого ГАЗа, в СРСР модель 14-ї «Чайки» більше ніким не вироблялась.
У 2011 році масштабна копія ГАЗ-14 «Чайка» чорного кольору вийшла в журнальній серії «Автолегенди СРСР» від видавництва «ДеАгостіні», а в липні 2012 року моделі ГАЗ-14 (вишневого і чорного кольорів) і ГАЗ-14-05 (чорного і сіро-блакитного кольорів) були виготовлені компанією «Наш автопром».
Також компанією «Наш автопром» у вересні 2012 року були випущені моделі ГАЗ-РАФ-3920 білого і чорного кольорів.
Моделі універсалів РАФ-3920 і фаетонів ГАЗ-14-05 випускаються деякими одинаками в обмежених кількостях, із застосуванням горьківської моделі «Чайки».

## Прототип
Прототипом ГАЗ-14 був президентський Lincoln Continental 1963 року. Автомобіль мав стати відповіддю на американський президентський автомобіль Lincoln Continental 1963 (SS-100-X) із ґратами радіатора 1965 року.

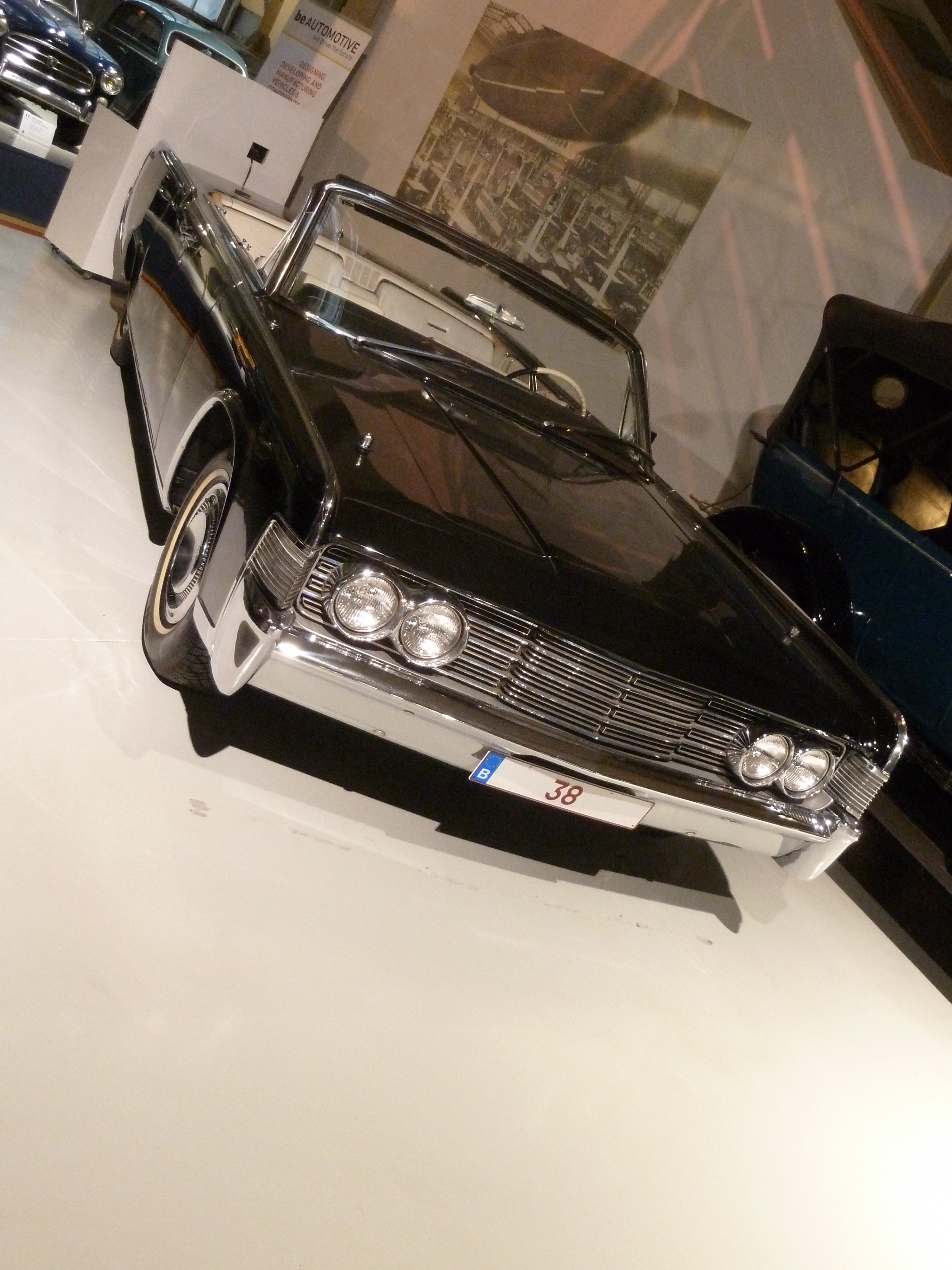
Lincoln Continental четвертого поколiння (1961–1969)
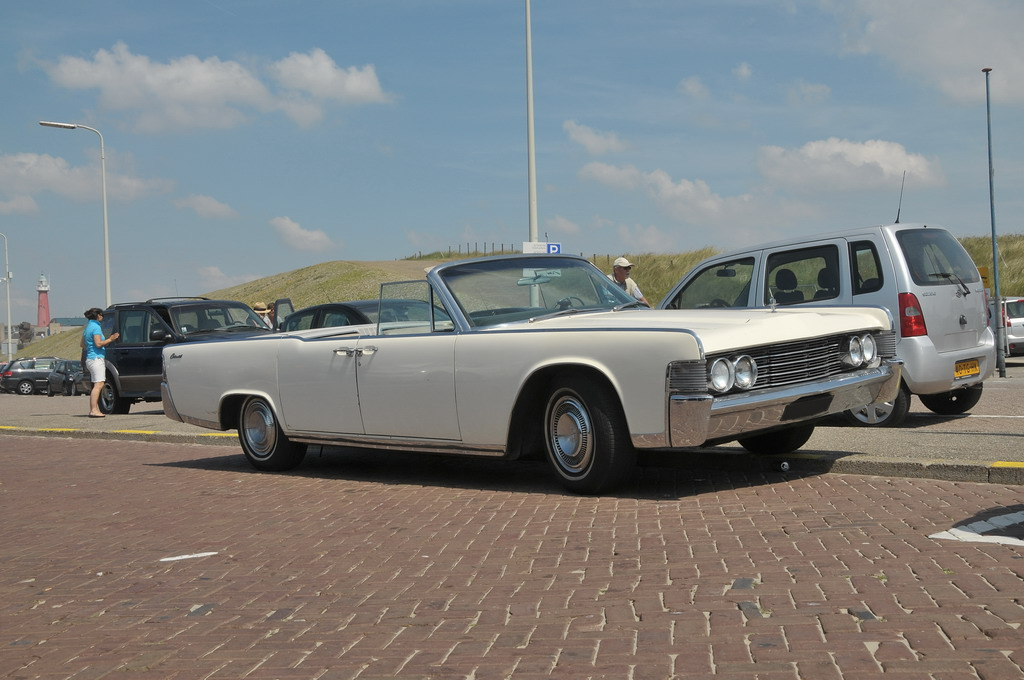
Lincoln Continental (1965)
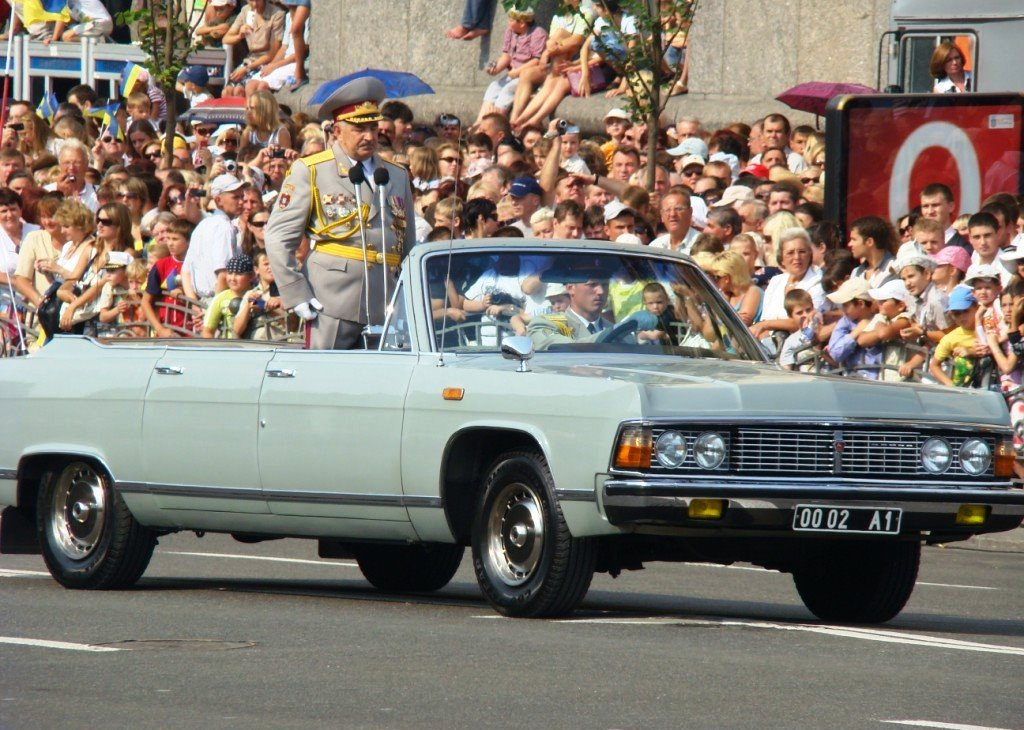
ГАЗ-14-05